# Vettore ricombinante
Con il termine vettore ricombinante si intende un vettore che contiene, inserito al suo interno, un frammento di DNA esogeno, cioè estraneo alla sua normale costituzione. È un prodotto delle tecnologie ricombinanti applicate all'ingegneria genetica e costituisce il passaggio preliminare per il clonaggio del DNA. In pratica, una volta ottenuto un vettore ricombinante, questo viene inserito in un opportuno organismo ospite che provvederà alla sua replicazione.
Attualmente i quattro maggiori tipi di vettori ricombinanti adoperati in ricerca sono plasmidi, vettori virali, cosmidi e cromosomi artificiali. Tra questi appena elencati i più adoperati sono certamente i plasmidi per la loro semplicita e manipolabilità. Tra le caratteristiche comuni a tutti i vettori ricombinanti riconosciamo una origine di replicazione, un sito di clonaggio multiplo e un marker di selezione di ricombinazione.